# 11号阿肯色州州道
11号阿肯色州州道（英語：Arkansas Highway 11，AR11，Hwy. 11）是三段南北走向的阿肯色州州级公路的合称，南段长36.23英里（58.31）起自潘西接63号美国国道（US 63）北至格雷迪以北的阿肯色河畔。中段长12.83英里（20.65），起自阿肯色河北岸的雷代爾，接88号阿肯色州州道东端，至迪威特以西接165号美国国道。北段长37.53英里（60.40），南起哈森接40號州際公路（I-40）和63号美国国道，北至瑟西接367号阿肯色州州道。